# مارتين بيكينهاغن
مارتين بيكينهاغن (بالألمانية: Martin Pieckenhagen)‏ (15 نوفمبر 1971 ببرلين في ألمانيا - ) هو لاعب كرة قدم ألماني (وحمل سابقاً جنسية ألمانيا الشرقية) في مركز حراسة المرمى. لعب مع ماينتس 05 ونادي دويسبورغ ونادي هامبورغ وهانزا روستوك وهيراكليس ألميلو ويونيون برلين و1. FSV Mainz 05 II ‏ وتنس بوروسيا برلين.

## روابط خارجية
- مارتين بيكينهاغن على موقع إي إس بي إن إف سي (الإنجليزية)
- مارتين بيكينهاغن على موقع قاعدة بيانات كرة القدم.إي يو (الإنجليزية)
- مارتين بيكينهاغن على موقع بيانات كرة القدم. دي إي (الألمانية)
- مارتين بيكينهاغن على موقع عالم كرة القدم.نت (الإنجليزية)